# Javier Garfias Molgado
Javier Garfias Molgado, nacido, (Ciudad de México, 5 de julio de 1965) al principio de su carrera se dedicó a ser productor de espectáculos en vivo, director y marketer en 2008,  funda Estudio cinco, taller de "arquitectura", diseño de mobiliario y construcción.
Nominado a las Lunas del Auditorio Nacional 2007 como productor, por el espectáculo "Latin Tango", trabajó en un inicio en producciones en Latinoamérica con artistas de talla mundial como ( Rolling Stones, Madonna, Dangerous World Tour de Michael Jackson etc), en el área de marketing siendo el creador de nuevas estrategias de comercialización de espacios publicitarios dentro del entretenimiento fuera de casa.
Como productor ha participado diferentes espectáculos para el mercado de BTL, (Below the line), siendo el arma más efectiva para la realización de diferentes campañas publicitarias y agencias de medios.
Autor y productor del proyecto de cuentos infantiles "Yemi", en el que participa junto con el productor Tim Burton y el director musical Danny Elfman en el que participan los actores del doblaje en español.
Hasta el 2008 produce el espectáculo de tango "Latin Tango", que fue nominado a las Lunas del Auditorio Nacional en México.

En el 2008, produjo el espectáculo "Latín Tango con Juan Carlos Copes", siendo este con sus 77 años de edad, hasta ese momento el mejor bailarín de tango de todos los tiempos.
En 2007, funda "Estudio cinco" , taller de arquitectura, diseño y construcción en la "Ciudad de México".,Ganando él Red Dot Design award al diseño de producto.

## Director
1. El Mundo de Panzón en el Lunario del Auditorio Nacional (2009)
2. Santa Claus (2002 ,2003 ,2004)

## Marketer
1. Dangerous World Tour (1992)
2. Madonna (1993)
3. "U2" Live from Boston (2001)
4. "Britney Spears" Dream Within a Dream Tour ( 2001,2002)
5. "Oasis (2006)
6. The Killers (2006)
7. High School Musical (2006)
8. The Rolling Stones (2006)
9. "Linkin Park" Meteora (2003–2006)

## Productor
Fue productor de Latin Tango 2006,2007,2008, 2009:
- "El mundo de Panzón" (2009) -productor y director
- "Latin Tango con Juan Carlos Copes" (6 y 8 de octubre de 2008) - productor
- "Yemi" ( 2003) - productor (dirigido por Tim Burton)

Páginas de referencia
https://archive.today/20070629151406/http://www.lunasauditorio.com/index.asp?action=content.main&cID=26,27,340
https://web.archive.org/web/20080528021449/http://www.eltangauta.com/tangoenelmundo.asp?page=3&action=paginando&codigo=&rubro=&por=
- Datos: Q5927776